# Iguanura geonomiformis
Iguanura geonomiformis är en enhjärtbladig växtart som beskrevs av Carl Friedrich Philipp von Martius. Iguanura geonomiformis ingår i släktet Iguanura och familjen Arecaceae. Inga underarter finns listade i Catalogue of Life.